# Цитович, Андрей Григорьевич
Андрей Григорьевич Цитович (1846—1913) — российский военный врач и почётный мировой судья, доктор медицины, действительный статский советник.

## Биография
Родился в  1846 году в семье священника Могилевской губернии.
В 1873 году после окончания Императорской медико-хирургической академии выпущен был лекарем по ведомству Министерства внутренних дел, служил врачом в военных госпиталях Туркестанского военного округа.
С 1889 года статский советник — главный врач Читинского военного полугоспиталя 
С 1893 года главный областной врач Забайкальской области и одновременно с 1901 года главный войсковой врач Забайкальского казачьего войска. В 1903 году произведён в действительные статские советники.
С 1907 года главный врачебный инспектор Забайкальской области и почётный мировой судья Читинского окружного суда. Возглавлял так же Забайкальское общество врачей и был деятельным членом РКК.
Умер 12 апреля 1913 года в Чите.

## Награды
- Орден Святого Станислава 2-й степени  (1891)
- Орден Святой Анны 2-й степени (1895)
- Орден Святого Владимира 4-й степени (1904)
- Орден Святого Владимира 3-й степени (1907)

Медали:
- Медаль «За поход в Китай»
- Медаль «В память царствования императора Александра III»

## Основные труды
- Материалы к вопросу о действии холодных и горячих спинных чэпмэновских мешков : Дис. на степ. д-ра мед. Андрея Цитовича. - Санкт-Петербург : тип. д-ра М.А. Хана, 1884 г. — 75 с.